# Criterion Games
Criterion Games là một hãng phát triển trò chơi điện tử của Anh có trụ sở tại Guildford. Được thành lập vào tháng 1 năm 1996 dưới dạng là bộ phận của Criterion Software, công ty từng thuộc sở hữu bởi Canon Inc. cho đến khi Criterion Software được bán cho Electronic Arts vào tháng 10 năm 2004. Nhiều tựa game của Criterion Games được xây dựng trên công cụ RenderWare do Criterion Software phát triển. Các trò chơi nổi bật do Criterion Games phát triển bao gồm các trò chơi điện tử đua xe như sê-ri Burnout và sê-ri Need for Speed. Tính đến tháng 4 năm 2017, Criterion Games có khoảng 90 nhân viên.

## Lịch sử

### Bối cảnh và sự thành lập (1993–1996)
David Lau-Kee, người sáng lập và lãnh đạo bộ phận nghiên cứu châu Âu của Canon Inc., đã thành lập Criterion Software với tư cách là một công ty con thuộc sở hữu hoàn toàn của Canon vào tháng 12 năm 1993 và đảm nhận vai trò giám đốc điều hành cho công ty này. Vào thời điểm đó, Canon đang tìm cách thành lập một doanh nghiệp phát triển công cụ đa phương tiện, trong khi Lau-Kee đang nghiên cứu các kỹ thuật xử lý hình ảnh 2D tương tác và đang tìm cách mở rộng lĩnh vực này sang xử lý hình ảnh 3D mà cụ thể là mảng "xuất-và-xuất" đồ họa 3D. Adam Billyard, người từng là giám đốc công nghệ của công ty cũng được ghi nhận là người đồng sáng lập. Chương trình sơ đồ hóa kết cấu và kết xuất của Criterion Software là RenderWare được phát hành lần đầu tiên vào năm 1993 dưới dạng thư viện phần mềm cho ngôn ngữ lập trình C và được 800 công ty trên toàn thế giới chấp nhận vào tháng 10 năm 1996. Công ty cũng cung cấp một trò chơi thử nghiệm như CyberStreet, còn các trò chơi hoàn thiện chính thức được phát triển bởi các công ty như 47Tek. Trong khi đó, đối thủ cạnh tranh của họ là Argonaut Software đã phát triển các trò chơi hoàn thiện như FX Fighter và Alien Odyssey nhằm trình diễn sức mạnh công nghệ BRender của mình. Để đáp lại, Criterion Software đã thuê nhân viên mới vào năm 1995 để thành lập bộ phận phát triển trò chơi chuyên dụng. Để hỗ trợ công cuộc mở rộng này, Criterion Software đã chuyển đến văn phòng mới ở Guildford vào cuối năm 1995. Một bộ phận mới với tên gọi Criterion Studios được thành lập vào tháng 1 năm 1996 và được công bố vào tháng sau đó, vào thời điểm đó có 25 nhân viên. Số lượng nhân viên tăng lên khoảng 35 vào tháng 10.
RenderWare sau đó dần dần được lập trình lại lần thứ ba thành một chương trình phát triển trò chơi và được phát hành vào năm 2000, lần đầu tiên công cụ cung cấp đầy đủ các tính năng của một engine trò chơi. Trò chơi đầu tiên sử dụng phiên bản engine này là Burnout, đây là trò chơi mà Criterion Studios đã phát triển song song. Quyền xuất bản trò chơi đã được bán cho Acclaim Entertainment, trong khi Criterion Studios giữ lại tài sản trí tuệ đối với tên thương hiệu và công nghệ. Acclaim đã xuất bản Burnout (2000) và phần tiếp theo của nó là Burnout 2: Point of Impact (2002) đã tích lũy được khoảng 2 triệu doanh số bán hàng. Mặc dù vậy, Acclaim thiếu nguồn lực để tiếp thị chúng ở Hoa Kỳ, quê hương của trò chơi, dẫn đến doanh số bán hàng kém trong nước. Đồng thời, Criterion Studios (nay có tên là Criterion Games) thường xuyên được nhắc đến bởi Electronic Arts (EA), công ty này cuối cùng đã ký hợp đồng với Criterion Games cho bản phát hành thứ ba trong sê-ri với tên gọi Burnout 3: Takedown (2004).

### Dưới trướng Electronic Arts (2004–nay)

Logo của Criterion Games từ 2001 đến 2008 (có hình một chú chó)

Logo của Criterion Games từ 2009 đến 2018

Vào tháng 7 năm 2004, EA thông báo rằng họ đã đạt được thỏa thuận với chi nhánh Châu Âu của Canon để mua lại tập đoàn của Criterion Software, bao gồm cả Criterion Games. Thỏa thuận được hoàn tất vào ngày 19 tháng 10 năm 2004 khi EA chi trả 68 triệu đô la Mỹ. Sau khi mua lại tập đoàn, cả Criterion và Electronic Arts đều tuyên bố rằng RenderWare sẽ tiếp tục được cung cấp cho khách hàng bên thứ ba. Tuy nhiên, một số khách hàng đối thủ cho rằng việc dựa vào công nghệ do đối thủ sở hữu là quá mạo hiểm. Kể từ đó, Electronic Arts đã rút RenderWare khỏi thị trường phần mềm trung gian thương mại, mặc dù phần còn lại vẫn được các nhà phát triển nội bộ sử dụng. Vào giữa năm 2006, công ty đã đóng cửa văn phòng vệ tinh ở Derby, khiến tất cả các lập trình viên và nhân viên hỗ trợ của họ trở nên dư thừa. Vào đầu tháng 3 năm 2007, Electronic Arts đã kết hợp studio phát triển tại Vương quốc Anh có trụ sở tại Chertsey và Criterion Games thành một tòa nhà mới ở trung tâm Guildford. Sự tích hợp của các đội ngũ đã không xảy ra và địa điểm này khi đó có hai studio phát triển rất tách biệt là Criterion Games và EA Bright Light trước khi Bright Light bị đóng cửa vĩnh viễn vào năm 2011.  Vào tháng 11 năm 2007, đồng sáng lập kiêm Giám đốc điều hành David Lau-Kee đã quyết định rời Electronic Arts để tập trung vào các hoạt động tư vấn trong ngành công nghiệp trò chơi. Adam Billyard cũng rời Electronic Arts với tư cách là CTO của EATech vào năm 2007 để theo đuổi các dự án khác.
Vào ngày 14 tháng 6 năm 2010, Criterion thông báo rằng Need for Speed: Hot Pursuit đã được ấn định phát hành vào tháng 11 năm 2010. Trò chơi sử dụng một công cụ trò chơi mới có tên Chameleon. Vào ngày 1 tháng 6 năm 2012, Electronic Arts công bố tựa game Need for Speed thứ hai của Criterion là Need for Speed: Most Wanted được phát hành vào ngày 30 tháng 10 năm 2012.  Tại sự kiện Electronic Entertainment Expo 2012, Criterion Games đã thông báo rằng họ đã nắm quyền sở hữu duy nhất của nhượng quyền thương mại Need for Speed.
Vào ngày 28 tháng 4 năm 2013, Alex Ward đã thông báo qua Twitter rằng studio đang có kế hoạch tránh xa phong cách phát triển truyền thống các trò chơi đua xe và thay vào đó tập trung vào các thể loại khác cho các dự án trong tương lai. Vào ngày 13 tháng 9 năm 2013, Criterion quyết định cắt giảm tổng số nhân viên của mình xuống còn 17 người, vì 80% (70 người) của studio đã chuyển đến Ghost Games UK để làm việc cho các trò chơi Need for Speed.
Vào ngày 3 tháng 1 năm 2014, có thông báo rằng Alex Ward và Fiona Sperry rời Criterion để thành lập một studio mới với tên gọi Three Fields Entertainment. Trò chơi đầu tiên của họ Dangerous Golf, dự kiến phát hành vào tháng 5 năm 2016, kết hợp các ý tưởng từ Burnout và Black và tạo ra hướng đi kế thừa các tinh hoa của Burnout. Tại Electronic Entertainment Expo 2014, công ty đã công bố một dự án đua xe mới. Tuy nhiên, dự án đã bị hủy bỏ vì Criterion hiện đang tập trung vào làm các công việc hỗ trợ bổ sung cho các studio EA khác trong việc phát triển loạt game Chiến tranh giữa các vì sao trong tương lai. Criterion đã hỗ trợ phát triển Nhiệm vụ Star Wars Battlefront: X-Wing VR, một nhiệm vụ sử dụng chế độ thực tế ảo mới cho Star Wars Battlefront.
Vào tháng 6 năm 2015, trang tin tức Nintendo Life tiết lộ rằng vào đầu năm 2011, Nintendo chi nhánh Châu Âu đã làm việc với Criterion để hợp tác quảng bá cho tựa game F-Zero mới sắp ra mắt mà họ hy vọng sẽ trình làng tại E3 2011 song song với hệ máy tay cầm Wii U chưa được phát hành và có khả năng sẽ phát hành trò chơi trong thời gian ra mắt của hệ máy. Tuy nhiên, Criterion đã không thể quản lý việc tiếp thị sản phẩm vì vào thời điểm đó vì họ đã tập trung nguồn lực để phát triển Need for Speed: Most Wanted cho nhiều nền tảng. Nguồn tin được cung cấp bởi một nguồn ẩn danh nhưng "đáng tin cậy" và công ty đã xác nhận thông tin này khi Alex Ward, người đồng sáng lập Criterion (người đã rời công ty vào năm 2014) thừa nhận rằng Nintendo chi nhánh Châu Âu đã thực sự tiếp cận công ty để phát triển một trò chơi F-Zero trên hệ máy Wii U. Alex Ward cũng đã lưu ý trên Twitter rằng Criterion cũng được trao cơ hội phát triển Forza Motorsport, Mad Max, một game thể loại bắn súng góc nhìn thứ nhất thuộc dòng game Command & Conquer và một tựa game Gone in 60 Seconds mới.
Vào năm 2018, EA đã thông báo rằng Battlefield V sẽ có chế độ battle royale và sẽ được phát triển bởi Criterion. Sau khi phát hành chế độ (sau này được ra mắt với tên gọi là Firestorm), quá trình phát triển đã bị tạm dừng ngay sau đó vì chế độ được người hâm mộ coi là một sự cải lùi. Vào năm 2020, Criterion được thông báo sẽ trở lại với tư cách là nhà phát triển chính của sê- ri Need for Speed, nhưng kế hoạch này đã bị hoãn lại do Criterion được giao phát triển các tính năng bổ sung như cơ chế lái các phương tiện trong trò chơi Battlefield tiếp theo vào tháng 3 năm 2021.
Vào tháng 5 năm 2022, EA đã sáp nhập công ty con Codemasters Cheshire của Codemasters vào Criterion Games để hỗ trợ thêm cho sê-ri Need for Speed vì hai công ty đã cùng nhau làm việc trên một tựa game mới trong sê-ri này trong nhiều tháng. Vào ngày 6 tháng 10 năm 2022, dự án được tiết lộ với tên gọi Need for Speed Unbound, trò chơi sử dụng công cụ Frostbite độc quyền của DICE và dự kiến ra mắt vào tháng 12 năm 2022.

## Trò chơi đã phát triển
| Năm  | Tiêu đề                                              | Nền tảng                                                                       | Phát hành                     | Ghi chú          |
| ---- | ---------------------------------------------------- | ------------------------------------------------------------------------------ | ----------------------------- | ---------------- |
| 1996 | Scorched Planet                                      | Microsoft Windows                                                              | Virgin Interactive            | —                |
| 1997 | Speedboat Attack                                     | Microsoft Windows                                                              | Telstar Electronic Studios    | —                |
| 1997 | Sub Culture                                          | Microsoft Windows                                                              | Ubisoft                       | —                |
| 1998 | Redline Racer                                        | Dreamcast, Microsoft Windows                                                   | Ubisoft                       | —                |
| 1999 | TrickStyle                                           | Dreamcast, Microsoft Windows                                                   | Acclaim Entertainment         | —                |
| 2000 | Deep Fighter                                         | Dreamcast, Microsoft Windows                                                   | Ubisoft                       | —                |
| 2001 | AirBlade                                             | PlayStation 2                                                                  | SCEE (Châu Âu) Namco (Bắc Mĩ) | —                |
| 2001 | Burnout                                              | GameCube, PlayStation 2, Xbox                                                  | Acclaim Entertainment         | —                |
| 2002 | Burnout 2: Point of Impact                           | GameCube, PlayStation 2, Xbox                                                  | Acclaim Entertainment         | —                |
| 2004 | Burnout 3: Takedown                                  | PlayStation 2, Xbox                                                            | Electronic Arts               | —                |
| 2005 | Burnout Legends                                      | PlayStation Portable                                                           | Electronic Arts               | —                |
| 2005 | Burnout Revenge                                      | PlayStation 2, Xbox, Xbox 360                                                  | Electronic Arts               | —                |
| 2006 | Black                                                | PlayStation 2, Xbox                                                            | Electronic Arts               | —                |
| 2008 | Burnout Paradise                                     | Microsoft Windows, PlayStation 3, Xbox 360                                     | Electronic Arts               | —                |
| 2010 | Need for Speed: Hot Pursuit                          | Microsoft Windows, PlayStation 3, Xbox 360                                     | Electronic Arts               | —                |
| 2011 | Burnout Crash!                                       | iOS, PlayStation 3, Xbox 360                                                   | Electronic Arts               | —                |
| 2012 | Need for Speed: Most Wanted                          | Microsoft Windows, PlayStation 3, PlayStation Vita, Wii U, Xbox 360            | Electronic Arts               | —                |
| 2013 | Need for Speed Rivals                                | Microsoft Windows, PlayStation 3, PlayStation 4, Xbox 360, Xbox One            | Electronic Arts               | Hỗ trợ thêm      |
| 2016 | Star Wars Battlefront – Rogue One: X-Wing VR Mission | PlayStation 4                                                                  | Electronic Arts               | —                |
| 2017 | Star Wars Battlefront II                             | Microsoft Windows, PlayStation 4, Xbox One                                     | Electronic Arts               | Hỗ trợ thêm      |
| 2018 | Battlefield V                                        | Microsoft Windows, PlayStation 4, Xbox One                                     | Electronic Arts               | Chế độ Firestorm |
| 2021 | Battlefield 2042                                     | Microsoft Windows, PlayStation 4, PlayStation 5, Xbox One, and Xbox Series X/S | Electronic Arts               | Hỗ trợ thêm      |
| 2022 | Need for Speed Unbound                               | Microsoft Windows, PlayStation 5, Xbox Series X/S                              | Electronic Arts               | —                |

## Giải thưởng
GamesIndustry.biz đã vinh danh Criterion Games là một trong số "những nơi làm việc tốt nhất trong ngành trò chơi điện tử ở Vương quốc Anh" trong hạng mục "Các công ty cỡ trung bình tốt nhất" vào năm 2017, 2018 và 2019.